# Joseph ibn Migash
Joseph ibn Migash, Yoseph ibn Migash, Joseph ben Meir HaLevi ibn Migash, Yosef Ibn Meir Ha-Levi Ibn Megas, José ben Meir ibn Megas o Yosef Ibn Meir Ha-Levi Ibn Megas o Yosef ha-Leví ibn Migash en (hebreo: יוסף בן מאיר הלוי אבן מיגאש), (Sevilla, 1077-Lucena, 1141), fue un rabino, filósofo y poeta nacido durante la Taifa de Sevilla y que vivió la invasión almorávide de al-Ándalus. También se le conoce como José Megas o Ri Migash (ר"י מיגאש), acrónimo hebreo de «Rabino Joseph Migash».

## Biografía

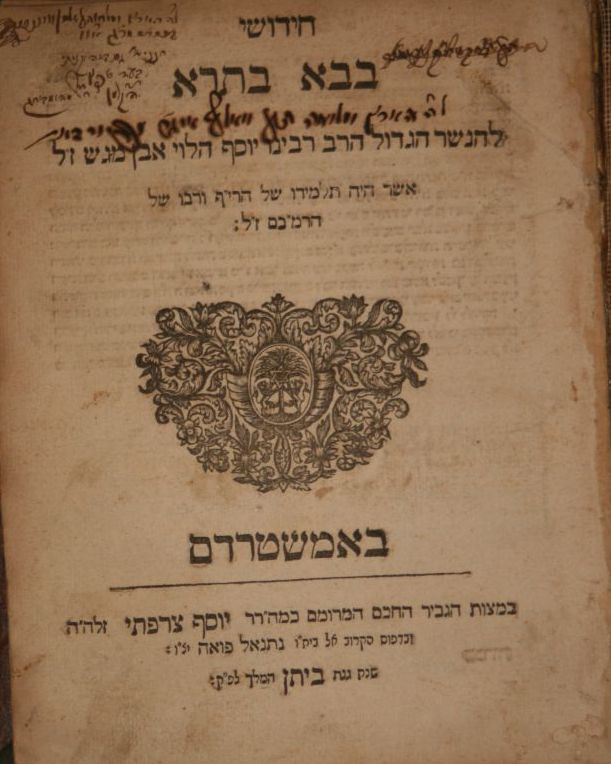
Primera edición del comentario de Joseph ibn Migash sobre el Tratado Bava Batra, Ámsterdam (1702).

Joseph ibn Migash nació en Sevilla en 1077, durante el gobierno del rey al-Mutámid (r. 1069-1090) de la Taifa de Sevilla y su idioma materno era el árabe. Algunos autores han especulado que se añadió el sobrenombre de Migash del griego Μέγας, equivalente a grande o importante. Era miembro de una de las familias más nobles de la zona. Era hijo de Meir Migash, un rabino prominente de gran sabiduría e influencia social, quien vivió en Sevilla. Su abuelo, Yoseph ibn Migash (Yoseph llevaba el mismo nombre que su abuelo, tradición habitual del pueblo judío) era también rabino y tuvo un papel muy importante en la corte real de la taifa de Granada. 

### Academia de Lucena
Yoseph ibn Migash se mudó a la ciudad de Lucena, ciudad con gran renombre entre los judíos, a la edad de doce años para estudiar bajo la dirección del renombrado talmudista Isaac Alfasi, donde estudió bajo su dirección en la Academia de Lucena durante catorce años.
Poco antes del fallecimiento de Alfasi, nombró rabino a Yoseph e incluso lo apoyó, anteponiéndolo a su propio hijo, para ser su sucesor como rosh yeshivá, líder de una escuela religiosa, de la Academia de Lucena a la edad de 26 años. Yoseph ostentó esta posición durante 38 años hasta su muerte en 1141. Estrechó relaciones con los rabinos de Provenza, con quienes mantuvo gran correspondencia epistolar. Trascurrió la mayor parte de su vida en Lucena, a excepción de un viaje que realizó a Fez. En el ejercicio de su jurisdicción, sentenció a un judío a muerte debido a que había espiado de manera ilegal en la guerra entre los hispanomusulmanes y los almorávides.

### Repercusión
Yehudah Halevi, uno de los poetas judíos más grande de este siglo le elogia en seis poemas repletos de loas, y en el libro Yehudá Ha-Leví: el poeta judío más grande de todos los tiempos, su autor afirma que Yoseph fue la influencia religiosa más importante en la vida del poeta. El discípulo más conocido de Yoseph es probablemente Maimón, padre y maestro de Maimónides. Maimónides tenía solo seis años de edad a la muerte de Yoseph, y por tanto es poco probable que este fuese maestro también de Maimónides, aunque sí lo alaba en la introducción de su Comentario de la Mishná:

El conocimiento del Talmud de este hombre sorprende a todo aquel que entiende sus palabras y la profundidad de su espíritu especulativo; tanto es así que casi podríamos decir de él que nunca ha existido quien le iguale.

Pocos años después de la muerte de Yoseph, en 1148, la invasión de los almohades y la ocupación de la ciudad de Lucena por ellos, señaló el final de la Academia de Lucena. En Lucena se inauguró un busto de Yoseph ibn Migash, ubicado en la plaza de Santiago, en 1988.

## Trabajos
Yoseph  es autor de unas doscientas responsa, She'elot uTeshuvot Ri Migash —originalmente en árabe—, muchas de las cuales son citadas en la obra de Bezalel Ashkenazi Shittah Mekubetzet. Señaló a Chananel Ben Chushiel y a Isaac Alfasi como sus maestros.
Incluso escribió poesía y un comentario talmúdico el cual es citado por varios Rishonim. Sus otras obras se han perdido.
Yoseph escribió un hito en la historia de la jurisprudencia judía. Le habían preguntado si una persona que no conocía las fuentes talmúdicas podían tomar decisiones legales autorizadas basándose exclusivamente en las responsa (recopilaciones legales) ya que se corría el riesgo de que las respuestas fueran tergiversadas por los escribas. Esperaban que contestara que quien recopila y copia responsa sin conocer las fuentes originales no puede ser tan confiable como quien conoce de primera mano el Talmud, pero, para su sorpresa, Yoseph consideró que quien confía en la responsa está en mejor posición que quienes confían solamente en su propia interpretación personal del Talmud, porque quienes confían solamente en sí mismos son menos confiables y están más expuestos al error. Esta opinión preparó el camino para la aparición de la gran obra legal de Maimónides, la Mishné Torá.